# Madingou
Madingou is een stad in Congo-Brazzaville en is de hoofdplaats van de regio Bouenza.
Madingou telt naar schatting 23.000 inwoners.